# Шумейко Григорій Григорович
Григо́рій Григо́рович Шуме́йко (рос. Григорий Григорьевич Шумейко;  12 грудня 1923, Стерлітамак — 1 травня 1977, Київ) — радянський офіцер, Герой СРСР, у роки німецько-радянської війни командир взводу 50-ї гвардійської танкової бригади 9-го гвардійського танкового корпусу 2-ї гвардійської танкової армії 1-го Білоруського фронту, гвардії лейтенант.

## Біографія
Народився 12 грудня 1923 року в Стерлітамаку Башкирії в селянській сім'ї. Росіянин. Член ВКП(б) з 1944 року. Закінчив вісім класів школи. Жив у Краснодарському краї, в селищі Кубані Гулькевицького району.
У жовтні 1941 року призваний в ряди Червоної армії. У боях німецько-радянської війни з листопада 1942 року. У 1944 році закінчив Сталінградське танкове училище. Воював на 1-му Білоруському фронті.
Відзначився при звільненні Польщі. 18 січня 1945 року в районі Плоцька на чолі групи з п'яти танків Шумейко був направлений в тил противника для розвідки і захоплення переправ через річку Віслу. Опинившись у вогняному мішку, танкісти зайняли кругову оборону і в дводенному бою розстріляли три протитанкові батареї противника, після чого покинули підбиті машини і вийшли з оточення.
Указом Президії Верховної Ради СРСР від 27 лютого 1945 року Шумейко отримав звання Героя СРСР із врученням ордена Леніна і медалі «Золота Зірка» (№ 5925).
Після війни продовжив службу в Радянській армії. У 1945 році закінчив Ленінградську вищу офіцерську школу, в 1966 році — Військову академію імені Михайла Фрунзе. Був начальником кафедри і факультету Київського вищого танкового інженерного училища.

Надгробок Шумейка на Лук'янівському військовому цвинтарі

Помер 1 травня 1977 року. Похований в Києві на Лук'янівському військовому кладовищі.

## Нагороди, пам'ять
Нагороджений орденом Леніна, орденами Червоного Прапора, Вітчизняної війни 2-го ступеня, двома орденами Червоної Зірки, орденом «За службу Батьківщині в Збройних Силах СРСР» 3-го ступеня, медалями.
В селищі Кубань встановлене погруддя Героя.